# 南昌县 (唐朝)
南昌县，唐朝时设置的县。
唐武德五年（622年）置，治今江西省南昌市西南，属洪州。武德八年（625年）废。
取豫章县（今南昌县）西境置，可认为是新建区历史上的首次设立:3。
存在时间较短，在县志有叫西昌县:3:32，县治石头津（今南昌市红谷滩区凤凰洲附近）:36。